# Ablabesmyia aurea
Ablabesmyia aurea es una especie de insecto díptero. Fue descrito por primera vez en 1907 por Oskar Augustus Johannsen. 
Pertenece al género Ablabesmyia, familia Chironomidae.

## Distribución
Se distribuye por Estados Unidos.